# Темрюк (Маріупольський район)

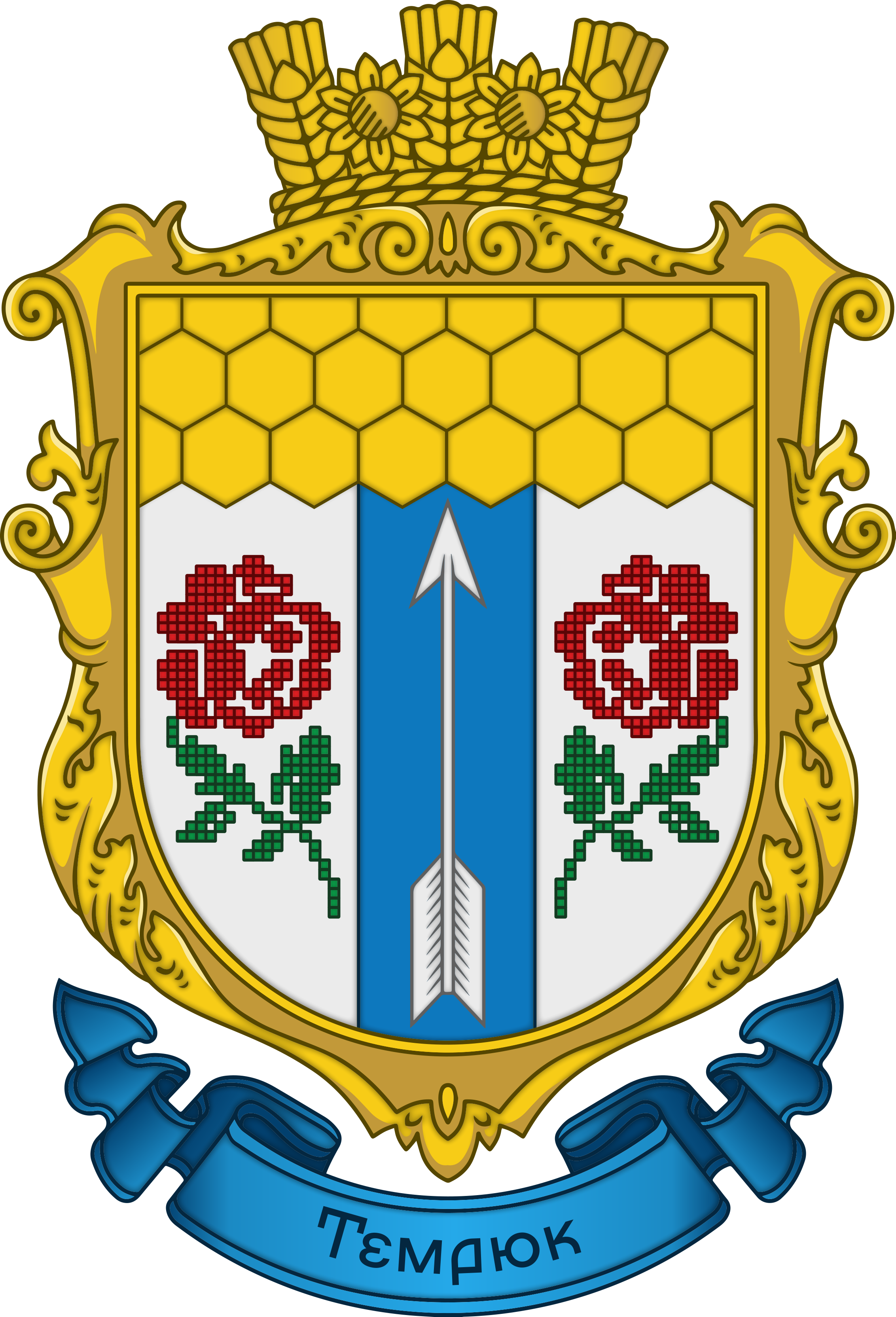
Герб с. Темрюк за проєктом Е. Савченко. герб є не офіційним

Темрю́к (у 1948 — 2016 — Старченкове) — село Нікольської селищної громади Маріупольського району Донецької області України.

## Загальні відомості
Відстань до районного центру становить близько 55 км автошляхом Т 0803. Відстань до залізничної станції Розівка степовим шляхом становить 12 км. Селом протікає річка Темрюк, що й дало (повернуту) сучасну назву селу. Населення — 2 016 чоловік (2001).
Колишню назву населений пункт отримав на честь уродженця села Василя Старченка — радянського державного і громадського діяча.
Село межує із землями Більмацького району Запорізької області.

## Історія

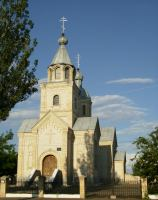
Свято-Іллінський храм

Село Темрюк було засноване на початку ХІХ ст. збіглими селянами із Західної України.  Продовж 19 століття село активно заселяли різні переселенці як з губернь  Полтавської, Чернігівської, Смоленської, Орловської, Віленської та інших губерній Російської імперії. 
За даними на 1859 рік у власницькому селі Темрюк Олександрівського повіту Катеринославської губернії мешкало 3105 осіб (1559 чоловічої статі та 1546 — жіночої), налічувалось 425 дворових господарств, існувала православна церква. Значну кількість селен складали росіяни.
Станом на 1886 рік у колишньому власницькому селі Темрюк, центрі Темрюцької волості Маріупольського повіту Катеринославської губернії, мешкало 4347 осіб, налічувалось 566 дворових господарств, існували православна церква, школа й 3 лавки.
За переписом 1897 року кількість мешканців зросла до 6361 особи (3180 чоловічої статі та 3181 — жіночої), з яких 6189 — православної віри.
У 1908 році в селі мешкало 7501 особа (3815 чоловічої статі та 3686 — жіночої), налічувалось 1128 дворових господарства.
Радянська окупація встановлена у січні 1918 року.
Навесні того ж року створено Темрюцький революційний загін, командиром якого став В. М. Писаревський. Темрюцький загін приєднався до загону Давидова і вів бої на території Маріупольського повіту.
У наказі № 565 від 8 червня 1921 року по військам Харківського військового округу вказано що Темрюк є опорним пунктом РПАУ Махно.[джерело?]
У 1922 році створена комуна імені Карла Маркса.
600 місцевих жителів билися на фронтах радянсько-німецької війни, з них 367 загинули, 196 нагороджені орденами і медалями. У селі встановлені два пам'ятники і монумент Слави на честь воїнів, загиблих в роки війни, а також погруддя Героя Радянського Союзу С. П. Машковского.

## Населення
За даними перепису 2001 року населення села становило 2016 осіб, із них 21,63 % зазначили рідною мову українську та 78,37 %— російську.

## Економіка
Станом на 1970 рік в селі мешкала 2 451 особа і було 1 015 дворів. На території села розташовувалися центральні садиби колгоспів «Росія» та імені Фрунзе. За господарством «Росія» були закріплені 6 179 га сільськогосподарських угідь, у тому числі 5 159 га орних земель. Були розвинені тваринництво і рослинництво. Господарство спеціалізувалося на відгодівлі великої рогатої худоби. За колгоспом ім. Фрунзе були закріплені 4 045 га сільськогосподарських угідь, у тому числі 3 292 га орних земель. Це було багатогалузеве господарство з розвинутими рослинництвом і тваринництвом.

## Соціальна сфера

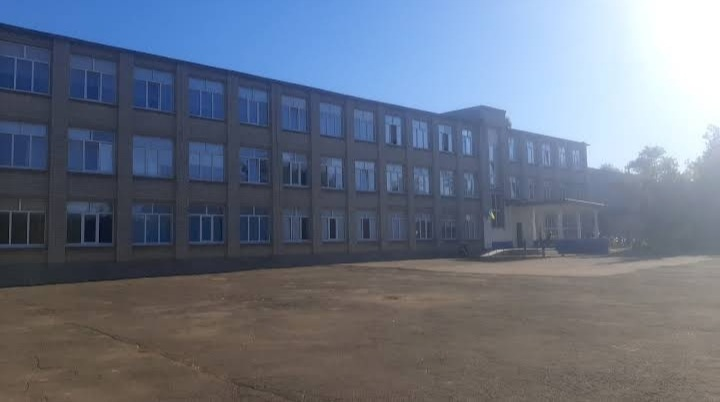
Темрюцька ЗОШ І-ІІІ ступенів

У селі діяли середня школа, будинок культури на 450 місць і клуб на 230 місць, бібліотека з книжковим фондом 9,7 тисяч примірників, лікарня на 35 ліжок, поліклініка, аптека, чотири дитячих садки та ясел на 135 місць, пошта, ощадкаса, дев'ять магазинів, три їдальні.
У селі діє Старченківський сільський центр культури і спорту. У СЦКС працює 21 клубне формування, в тому числі діють 4 народні аматорські колективи: ВІА «Апрель», вокальний ансамбль «Надежда», ТЕМ «Провінція», зразковий гурт «РесТем»

## Природно-заповідний фонд
Поблизу села розташований регіональний ландшафтний парк «Половецький степ» та ландшафтний заказник місцевого значення Бесташ.

## Цікаві факти про село Темрюк:
1. У часи Російської імперії  у селі Темрюк німецький природодослідник, академік  Йоганн-Антон Гільденштедт знайшов – 30 екземплярів кам’яних скульптур, це вважалося рекордом, адже Темрюк обігнав за кількістю скульптур сусідні села, наприклад:  у сусідньому селі Білоцерковці їх було 27, у Царекостянтинівці (тепер Більмак) – 7 (два останні села знаходяться у Більмацькому (Куйбишевському) районі Запорізької області). Отже, кам’яні скульптури з Темрюка могли потрапити до колекції Анадольського степового лісництва, в якій на початку 70-х років ХХ сторіччя нараховувалося 27 статуй. Другим місцем їх можливого зберігання може бути Одеса, в краєзнавчому музеї цього міста на даний час налічується 30 скульптур.Ще кам’яні скульптури потрапили й до зібрань Маріупольського та Нікольського краєзнавчих музеїв. Дві скульптури з Темрюка у 70-х роках ХХ ст. вивіз на центральну садибу Українського степового природного заповідника НАН України. Наукова саття "СЛІДАМИ КАМ’ЯНИХ СКУЛЬПТУР ПІВНІЧНОГО ПРИАЗОВ’Я сторінки 308-312"

## Відомі люди
У селі народились:
- Гайдак Микола Григорович  український учений-ентомолог, професор Міннесотського університету, спеціаліст у галузі бджільництва та кормів для бджіл, доброволець армії УНР.
- Старченко Василь Федорович — радянський державний і громадський діяч;
- Герої Радянського Союзу:
  - Депутатов Іван Степанович;
  - Машковський Степан Пилипович
- Герої соціалістичної праці:
  - Кірюшкін Іван Федотович;
  - Михєєв Ілля Іванович